# Spirontocaris intermedia
Spirontocaris intermedia is een garnalensoort uit de familie van de Hippolytidae. De wetenschappelijke naam van de soort is voor het eerst geldig gepubliceerd in 1936 door Kobjakova.